# Gonzaga di Guastalla
La linea di Guastalla è stata un ramo cadetto della dinastia dei Gonzaga.

Stemma dei Gonzaga di Guastalla dal 1575 al 1630

Il primo regnante della linea fu il conte Ferrante I Gonzaga, quinto figlio di Francesco II Gonzaga, marchese di Mantova (1466-1519).
Dei suoi due fratelli, il maggiore Federico (1500-1540), divenne marchese poi primo duca di Mantova, sotto il titolo di Federico II e marchese di Monferrato; il giovane Ercole (1505-1563) sarà vescovo di Mantova e poi cardinale.
Tra le sue cinque sorelle due morirono giovani, una Eleanora (1493-1550), sposò il duca di Urbino Francesco Maria I Della Rovere e le altre due, Ippolita e Paola, divennero suore a Mantova.
Questo ramo più giovane chiamato "Gonzaga-Guastalla" entrerà in conflitto con il ramo dei "Gonzaga-Nevers" nel 1628 in occasione della Guerra di successione di Mantova e del Monferrato, i cui pretendenti per la successione su Mantova di Vincenzo II furono da una parte Ferrante II di Guastalla e dall'altra Carlo I di Gonzaga-Nevers.
Si arricchirà nel 1703 del ducato di Sabbioneta e della signoria di Bozzolo (e principati annessi), alla estinzione della linea di Sabbioneta e Bozzolo.
L'ultimo duca della linea di Guastalla fu Giuseppe Maria Gonzaga (nato demente, regnerà sotto la tutela del suo ministro Spilimbergo e poi della moglie Eleonora). Morì nel 1746 senza eredi.
All'estinzione di questo ramo dei Gonzaga, i suoi territori furono inizialmente acquisiti nel 1747 da Maria Teresa d'Austria, quale imperatrice e duchessa di Milano; furono in seguito uniti al ducato di Parma e Piacenza, assegnato a Filippo di Borbone ai sensi del Trattato di Aquisgrana nel 1748.
Il rango di Capo della Casa dei Gonzaga passò al ramo dei Gonzaga di Vescovato, che erano a capo di un piccolo feudo Imperiale e che è oggi l'unico ramo esistente.

## Dinastia

### Conti di Guastalla

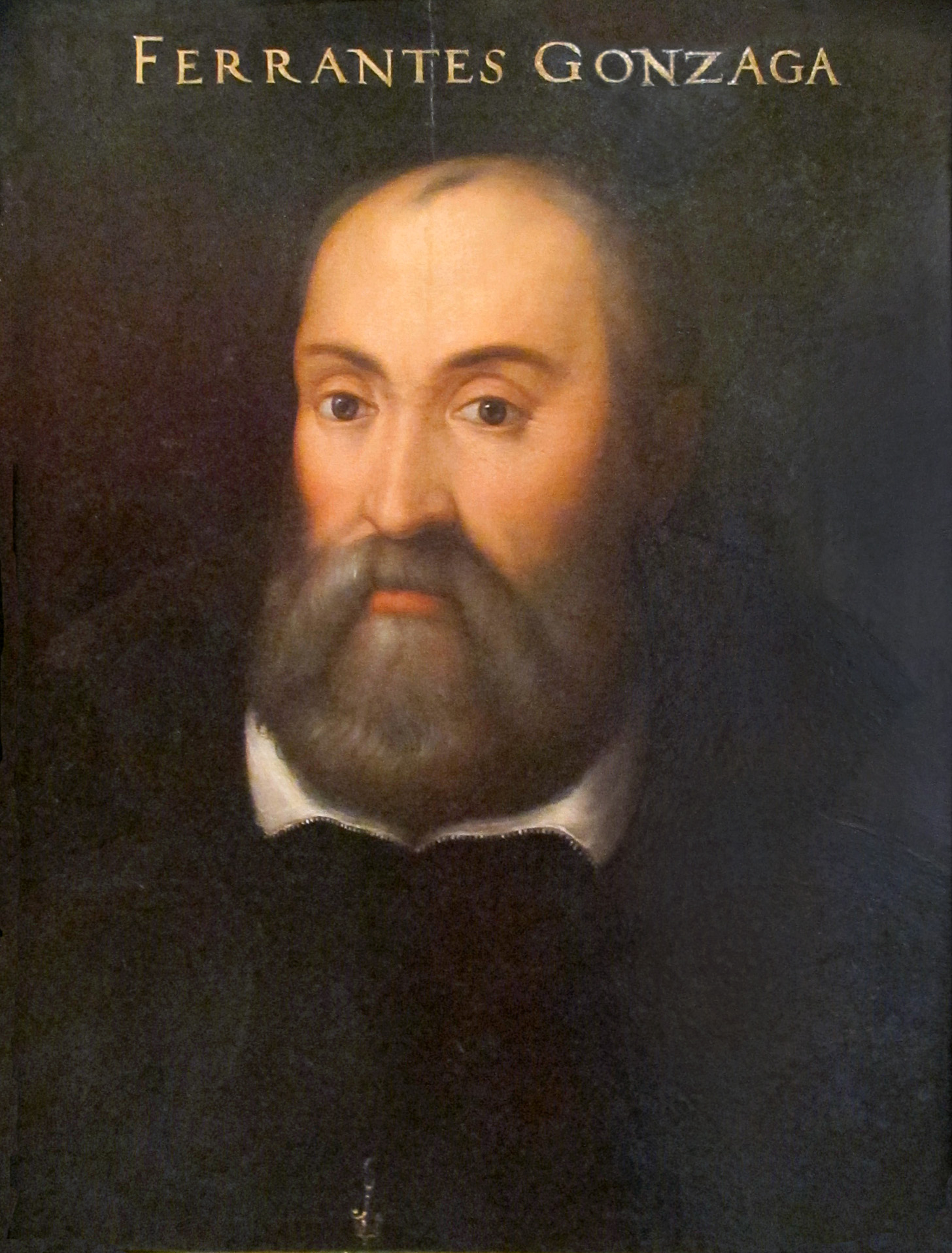
Ferrante I Gonzaga, primo conte di Guastalla

| 1539-1557 | Ferrante I  | (1507-1557) |
| 1557-1575 | Cesare I    | (1530-1575) |
| 1575-1621 | Ferrante II | (1563-1630) |

### Duchi di Guastalla
| 1621-1630 | Ferrante II                        | (1563-1630) |
| 1630-1632 | Cesare II                          | (1592-1632) |
| 1632-1678 | Ferrante III                       | (1618-1678) |
| 1678-1699 | Ferdinando Carlo di Gonzaga-Nevers | (1652-1708) |
| 1699-1714 | Vincenzo                           | (1634-1714) |
| 1714-1729 | Antonio Ferrante                   | (1687-1729) |
| 1729-1746 | Giuseppe Maria                     | (1690-1746) |

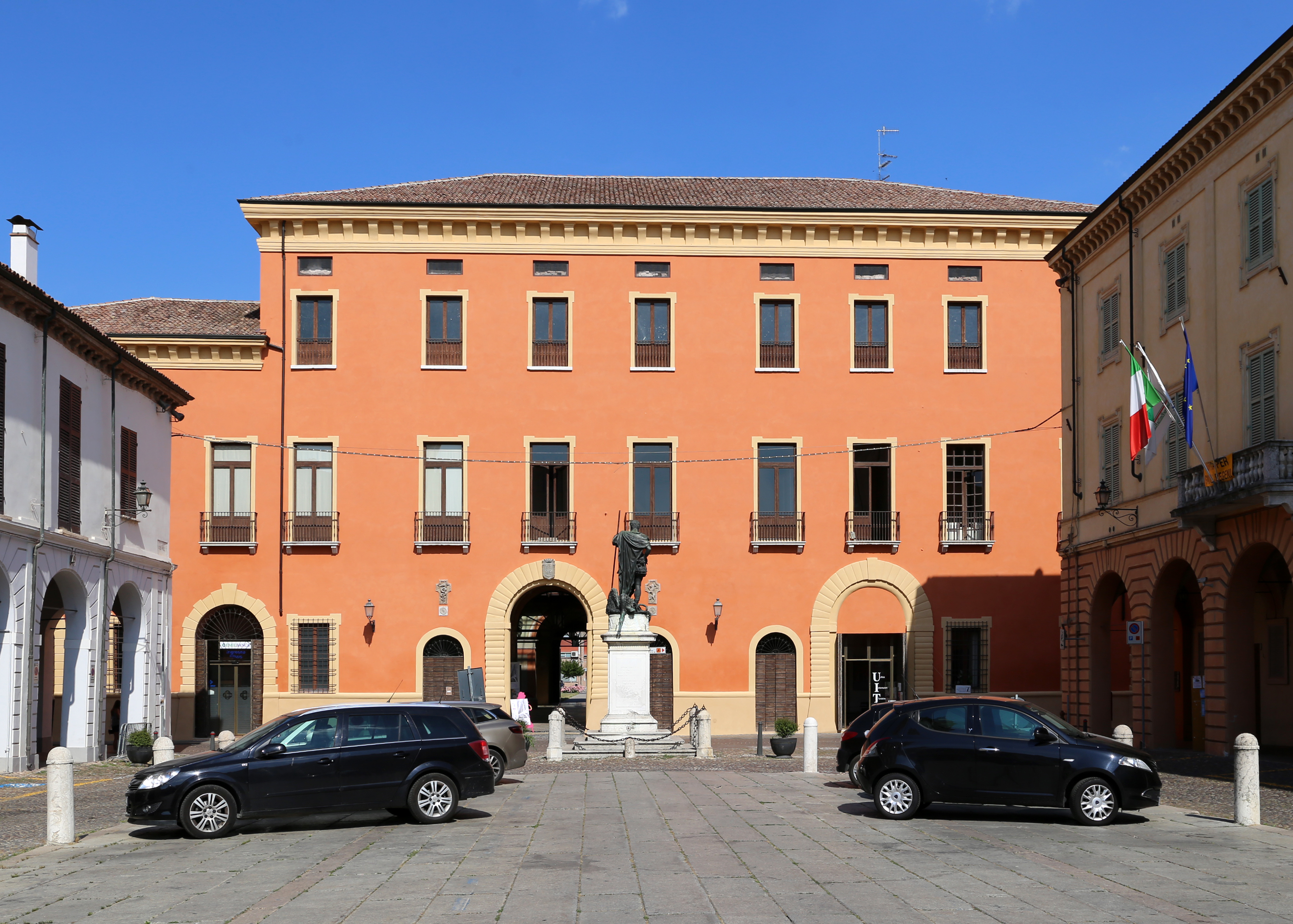
Guastalla, Palazzo Ducale.

Nel 1746, con l'estinzione della linea, il Ducato fu annesso dal Ducato di Parma e Piacenza.

### Principi di Molfetta
Ferrante I Gonzaga divenne principe di Molfetta sposando nel 1529 Isabella di Capua, che portava in dote il principato di Molfetta.
| 1529-1557 | Ferrante I   | (1507-1557) |
| 1557-1575 | Cesare I     | (1530-1575) |
| 1575-1630 | Ferrante II  | (1563-1630) |
| 1630-1632 | Cesare II    | (1592-1632) |
| 1632-1640 | Ferrante III | (1618-1678) |

Ferrante III Gonzaga (1618-1678) vendette nel 1640 il principato di Molfetta alla famiglia Doria di Genova.

## Albero genealogico
```
Ferrante I
 (1507-1557), 1º Conte di Guastalla , viceré di Sicilia e Governatore del Ducato di Milano
Isabella di Capua x 1529 (NC-1559), figlia ed erede di Ferdinando, Duca di Termoli,  principe   di
 │ Molfetta e Ariano
 │
 ├ ─> Cesare I (1530-1575), conte di Guastalla, duca di Amalfi e di Termoli , marchese di Pomponesco
 │ e Ostiano, principe di Molfetta
 │ x 1560 Camilla Borromeo (NC-1582)
 │ │
 │ ├ ─> Margherita (1561-1618) (SD) 
 │ │ x 1582 Vespasiano I di Sabbioneta (Casa Gonzaga di Sabbioneta e Bozzolo) 
 │ │ 
 │ ├ ─> Ferdinando II (1563-1630), 1º Marchese e primo duca di Guastalla, duca di Amalfi e di Termoli, 
 │ │ Principe di Molfetta 
 │ │ x 1587 Vittoria Doria (1569-1618) 
 │ │ │ 
 │ │ ├ ─> Zenobia (1588-1618) 
 │ │ │ x 1607 Don Giovanni Tagliavia d'Aragona, duca di Terranova 
 │ │ │ 
 │ │ ├ ─> Cesare II (1592-1632), duca di Guastalla 
 │ │ │ x 1612 Isabella Orsini (ca 1598-1623), figlia di Paolo Orsini e Fulvia Peretti 
 │ │ │ │ 
 │ │ │ ├ ─>  Ferdinando III (1618-1678), duca di Guastalla 
 │ │ │ │ x 1647 Margherita d'Este (1619-1692) 
 │ │ │ │ │ 
 │ │ │ │ ├ ─> Anna Isabella (1655-1703), duchessa di Guastalla, espropriati nel 1692 da suo cugino e
 │ │ │ │ │ fratello Vincenzo I (vedi sotto)
 │ │ │ │ │ x 1670 Carlo Ferdinando III di Mantova (Casa Gonzaga di Mantova) 
 │ │ │ │ │ 
 │ │ │ │ └ ─> Maria Vittoria (1659-1707) 
 │ │ │ │ x 1679 Vincenzo (vedi sotto) 
 │ │ │ │ 
 │ │ │ └ ─> Vespasiano (1621-1687), Viceré di Valencia 
 │ │ │ x 1646 Ines Maria Manrique de Lara (NC-1679), figlia del conte di Paredes Manuel Nava 
 │ │ │ e Luisa Enriquez 
 │ │ │ │ 
 │ │ │ ├ ─> Maria Luigia (1649-1729) 
 │ │ │ │ x 1675 Thomas de la Cerda (1638-1692), marchese di Lacuna Vejo di Camero 
 │ │ │ │ 
 │ │ │ ├ ─> Maria Josefa 
 │ │ │ │ x 1690 Antonio de Ribera Banoso Caspar Pimentel, marchese di Malpica 
 │ │ │ │ 
 │ │ │ ├ ─> F3.  Isabella (NC) (CDS) 
 │ │ │ │ 
 │ │ │ └ ─> F4.  Diego (NC) (CDS) 
 │ │ │ 
 │ │ ├ ─> Vittoria (NC) (CDS) 
 │ │ │ 
 │ │ ├ ─> Isabella (NC) (CDS) 
 │ │ │ 
 │ │ ├ ─> Filippo (NC) (CDS) 
 │ │ │ 
 │ │ ├ ─> Francesco (NC) (CDS) 
 │ │ │ 
 │ │ ├ ─> Giannettino (ca 1601-1649) (CDS) 
 │ │ │ 
 │ │ ├ ─> Vincenzo (1602-1694), viceré di Sicilia (DSC) 
 │ │ │ 
 │ │ ├ ─> Andrea (NC-1686) conte di San Paolo per il regno di Napoli 
 │ │ │ x Laura Crispano, figlia del marchese di Fusara 
 │ │ │ │ 
 │ │ │ ├ ─> Giovanni (NC) conte di San Paolo (SD) 
 │ │ │ │ x Ippolita Cavaniglia figlia di Girolamo, marchese di San Marco 
 │ │ │ │ │ 
 │ │ │ │ └ ─> Giulia (NC) 
 │ │ │ │ x Cavaniglia Emanuele Duca di San Giovanni Rotondo 
 │ │ │ │ 
 │ │ │ └ ─> Vincenzo I (1634-1714), conte di San Paolo, Duca di Guastalla (1692), 
 │ │ │ Duca e Principe di Sabbioneta (1703), 
 │ │ │ Signore e Principe di Bozzolo (1703) 
 │ │ │ x1 Porzia Guidi (NC-1672), figlia del Marchese Nicola Bagno e Montebello 
 │ │ │ Teodora e Guastalla 
 │ │ │
 │ │ │ x2 1679 Maria Vittoria di Guastalla (1659-1707) (vedi sopra) 
 │ │ │ │ 
 │ │ │ ├ ─> Maria Isabella (1680-1726) (CDS) 
 │ │ │ │ 
 │ │ │ ├ ─> Antonia (1682-1685) (CDS) 
 │ │ │ │ 
 │ │ │ ├ ─> Eleonora Louisa (1686-1742) 
 │ │ │ │ x 1709 Ferdinando Maria de 'Medici (1660-1711), principe di Toscana 
 │ │ │ │ 
 │ │ │ ├ ─> Antonio Ferdinando (1687-1729), duca di Guastalla (1714), 
 │ │ │ │ Duca e Principe di Sabbioneta (1714), 
 │ │ │ │ Signore e Principe di Bozzolo (1714) (CDS) 
 │ │ │ │ x 1727 Teodora Assia-Darmstadt (1709-1784) 
 │ │ │ │ 
 │ │ │ └ ─> Giuseppe Maria (1690-1746), duca di Guastalla (1729), Duca e Principe di Sabbioneta (1729), 
 │ │ │ Signore e Principe di Bozzolo (1729) (CDS) 
 │ │ │ x 1731 duchessa Eleonora di Schleswig-Holstein-Sondenburg (1715-1760) 
 │ │ │ 
 │ │ ├ ─> Artemisia (NC), suora a Bologna (SD) 
 │ │ │ 
 │ │ ├ ─> Carlo (NC-1670), cavaliere dell'Ordine dei Redentori (DSC) 
 │ │ │ 
 │ │ └ ─> 6 bambini sono morti in tenera età 
 │ │ 
 │ │ 
 │ └ ─> Scipione (NC-1593), cardinale Patriarca di Gerusalemme (SD) 
 │ │
 │ x? 
 │ │ 
 │ └ ─> Ippolita (NC) 
 │ x Alfonsino Cauzzi Gonzaga, figlio di Sigismondo Cauzzi Gonzaga ed Renata d'Este 
 │ 
 ├ ─> Anna (SD) 
 │ 
 ├ ─> Ippolita (1535-1563) 
 │ 1548 x1 Fabrizio Colonna, duca ereditario di Paliano 
 │ 1562 x2 Antonio Carafa, duca di Mondragone, Principe di Stigliano 
 │ 
 ├ ─> Ercole (ND) (CDS) 
 │ 
 ├ ─> Francesco (1538-1566), cardinale, protonotario apostolico, arcivescovo di Cosenza, 
 │ Vescovo di Mantova (SD) 
 │ 
 ├ ─> Andrea (1539-1586), marchese di Alessano e Specchia (DSC) 
 │ x 1580 Maria de Padilla 
 │ 
 ├ ─> Gian Vicenzo (1540-1591), cardinale (SD) 
 │ 
 ├ ─> Ottavio (1543-1583), capitano generale della cavalleria a Milano 
 │ x1 da Correggio Isabella, figlia di Manfredo II, conte di Correggio e di Lucrezia d'Este 
 │ │ 
 │ └ ─> Ercole (NC-1603) 
 │.  x Francesca Guerrieri, figlia di Tullo marchese di Mombello e conte di Conzano 
 │.  │ 
 │.  └ ─> Ottavio (NC-1617), ambasciatore di Mantova in Spagna (DSC) 
 │. 
 │ x2 1575 Cecilia Medici (ca 1552-1616), figlia di Augusto e il marchese de Marignan Barbara del Majno 
 │ │ 
 │ └ ─> Gian Ottavio (NC) (CDS) 
 │. 
 │ x? 
 │ │ 
 │ └ ─> Ferrante (NC), cavaliere dell'Ordine di Malta (DSC) 
 │ 
 ├ ─> Filippo (SD) 
 │ 
 ├ ─> Geronima (SD) 
 │ 
 └ ─> Maria (SD) 
 │ 
 └ ─> Ippolita
 │
 ├ ─> Livia 
 │ x Gerolamo Negri 
 │ 
 └ ─> Antonia (DSC)
```

## Archivio
Il fondo archivistico della famiglia comprende un piccolo nucleo composto da quattro scatole, presso la Fondazione Cetani.